# Suhpalacsa reductus
Suhpalacsa reductus is een insect uit de familie van de vlinderhaften (Ascalaphidae), die tot de orde netvleugeligen (Neuroptera) behoort. 
Suhpalacsa reductus is voor het eerst wetenschappelijk beschreven door Banks in 1931.